# Padre de familia (videojuego)
Family Guy Video Game! es un videojuego de 2006 basado en la serie de animación Padre de familia publicado por 2K Games y desarrollado por High Voltage Software. Fue publicado para las plataformas Xbox, PlayStation 2 y PlayStation Portable. La estructura del videojuego refleja un episodio de la serie y su modo de juego es similar al de un videojuego de arcade.
El videojuego de Padre de Familia consiste en controlar tres personajes de la serie: Stewie, Brian y Peter. Todos los personajes pueden luchar menos Brian. Solo estos tres personajes son los únicos controlables.

## Historia de cada personaje
Stewie Griffin: Una mañana, Stewie ha terminado el rayo de control mental, y puede dominar el mundo por medio de la antena que Peter utiliza para ver la trasmisión de Mr. Belvedere. Pero cuando se dirige a la antena se encuentra a Bertram (hermanastro de Stewie) amenazando con robar la antena para que él pueda dominar el mundo. Stewie deberá impedirlo utilizando sus armas.
Brian Griffin: Por otra parte, Brian está en casa viendo la teleguía, acto seguido aparece la perra de Pewterschmidt
[brisa marina]. El dueño cree que Brian ha maltratado sexualmente a la perra y es enviado a la cárcel. Cuándo está en la cárcel consigue escapar. Brian tendrá que encontrar al culpable y al mismo tiempo, evitar que le vean.
Peter Griffin: Peter, después de ver por 5 días sin pausas una maratón de Mr. Belvedere se le cae encima la antena debido a que Stewie había explosionado el aparato para que Betram no pudiera apoderarse de él, después de lo sucedido, la familia le lleva a un hospital. Cuándo despierta cree que Mr. Belvedere ha cógido a su familia y deberá rescatarlos.